# El Feliu
El Feliu és una masia de Sant Martí de Llémena (Gironès) inclosa a l'Inventari del Patrimoni Arquitectònic de Catalunya.

## Descripció
És un edifici de planta allargada amb entrada a la cantonera de les dues crugies que s'originen al mur central. Hi ha una part que sobresurt més que l'altra. La crugia crea el carener a teulat. L'entrada és a sopluig gràcies a un porxo, prolongació del teulat, de pilar rectangular a la cantonada i amb forjat de cairats i cabirons a nivell del primer pis. El costat més baix té planta baixa i un pis, que es perd a la part més alta. Està situada en un bancal.
Les obertures són diverses, en general de llinda planera però amb algunes finestres de modillons. Hi ha un interessant rellotge de sol a la cantonada de l'entrada. Hi ha un pati interior petit, tancat amb la paret exterior, dins el mateix recinte.
Hi havia una gran pallissa davant l'entrada, de la que només es conserven algunes espitlleres al mur de contenció.
Durant la restauració es trobà un fusell d'època carlina.